# Ullits
Ullits - tidligere Ullits Stationsby - er en by i det sydvestlige Himmerland med 277 indbyggere  (2024), beliggende 6 km nordøst for Hvalpsund, 6 km nordvest for Gedsted, 6 km sydvest for Farsø og 19 km sydvest for Aars. Byen hører til Vesthimmerlands Kommune og ligger i Region Nordjylland. I 1970-2006 hørte byen til Farsø Kommune.
Ullits hører til Ullits Sogn. Ullits Kirke ligger 2 km mod sydøst i den oprindelige landsby Ullits, nu Gammel Ullits.

## Faciliteter
- Ullits Skole blev bygget i 1961 som centralskole for de tidligere landsbyskoler i Fovlum og Gammel Ullits. I 1971 kom Svingelbjerg også med i skoledistriktet, og i 2011 blev eleverne fra Louns-Alstrup Skole flyttet hertil. Skolen har 80 elever i 4 klasser, fordelt på 0.-6. klassetrin. Efter 6. klasse fortsætter eleverne i Farsø Skole. I 1988 blev SFO'en Børnehuset startet med kun 8 børn i en tidligere lærerbolig. I 1991 blev SFO’en ændret til en LandsByOrdning (LBO), som nu har børn i alderen 3-10 år. I 2017 blev LBO'en udvidet med vuggestuen Muslingen. I 2018 skiftede huset navn til Børnehuset Fjorden.[2]
- Ullits Minihal blev bygget i 1989. Den benyttes bl.a. af Ullits Gymnastikforening, der blev stiftet i 1919, og Ullits Badmintonklub, der blev stiftet i 1944.[3] Hallen har en scene.
- Byens gamle missionshus blev i 1994 omdannet til medborgerhus, der kan lejes til fester og arrangementer og har service til 80 personer.[4]
- Ullits har købmandsforretning.

## Historie
I 1901 omtales Ullits således: "Ullis (1475: Wllis, 1485: Vuldis) med Kirke, Præstegd. og Skole;" Det høje målebordsblad fra 1800-tallet bruger også stavemåden Ullis.

### Stationsbyen
I 1910 blev Ullits Station på Aalborg-Hvalpsund Jernbane anlagt på åben mark 2 km nordvest for kirkelandsbyen. Det lave målebordsblad fra 1900-tallet viser at Ullids Stby voksede op omkring stationen, fik hotel, mejeri, bageri, jordemoderhus og telefoncentral. Stationsbyen blev nu større end landsbyen.
Stationen havde i starten et læssespor på 210 m. Det blev i 1921 forlænget til 232 m. I 1925 blev der lagt sidespor til foderstofforeningen.
Efter nedlæggelsen af Hvalpsundbanen i 1969 kom stationsbyen til at hedde Ullits, og landsbyen fik navnet Gammel Ullits. Vejnavnet Banevolden minder stadig om stationsbytiden, og et stykke af banens tracé er bevaret i vejens nordlige ende. Stationsbygningen er bevaret på Mellemvej 12.

### Genforeningssten
I det vestlige hjørne af anlægget Egelund overfor Nibevej 14, står en sten der blev afsløret 15. juni 1921 til minde om Genforeningen i 1920.